# Cantón de La Ferté-sous-Jouarre
El cantón de La Ferté-sous-Jouarre es una división administrativa francesa, situada en el departamento de Sena y Marne y la región Isla de Francia.

## Geografía
Este cantón es organizado alrededor de La Ferté-sous-Jouarre en él distrito de Meaux.

## Composición
El Cantón de La Ferté-sous-Jouarre agrupa 19 comunas:
- Bassevelle
- Bussières
- Chamigny
- Changis-sur-Marne
- Citry
- Jouarre
- La Ferté-sous-Jouarre
- Luzancy
- Méry-sur-Marne
- Nanteuil-sur-Marne
- Pierre-Levée
- Reuil-en-Brie
- Saâcy-sur-Marne
- Saint-Jean-les-Deux-Jumeaux
- Sainte-Aulde
- Sammeron
- Sept-Sorts
- Signy-Signets
- Ussy-sur-Marne

## Demografía
| 15,757 | 17,379 | 18,687 | 23,003 | 24,663 | 26,636 | 27,037 |
| Para los censos de 1962 a 1999 la población legal corresponde a la población sin duplicidades (Fuente: INSEE [Consultar]) |        |        |        |        |        |        |